# 品川駅西口地区
品川駅西口地区（しながわえきにしぐちちく）は東京都港区の品川駅西口前の地区計画。

## 経緯
京急電鉄などの地権者らで立ち上げられた品川駅西口まちづくり指針（高輪三丁目）検討委員会は、2020年代後半から、この地区を一体的に再開発・再構成を行って、賑わいを生み出す考えを持っていた。
2021年3月31日をもって、京急が運営していた『SHINAGAWA GOOS（旧・ホテルパシフィック東京）』が閉館した。これと前後して、2020年4月6日に、SHINAGAWA GOOSの敷地を活用した開発に、トヨタ自動車が共同事業者として、参画させることを発表した。具体的には、「SHINAGAWA GOOS」の敷地を一部、京急からトヨタへ譲受して、京急とトヨタが共同事業者として、高さが155メートルの複合施設を建設し、この中には、トヨタのオフィスも入る。
2022年2月7日に「品川駅西口地区まちづくり指針（高輪三丁目地区）」を策定し、この地区のコンセプトを「世界の人々を迎え入れる品格ある迎賓都市」と定めた。この地区のコンセプトの中にある「迎賓」のその背景には、京急品川駅は羽田空港の第1・第2ターミナル駅から最短15分でアクセスが可能のほか、2027年以降に開業することになっているリニア中央新幹線のターミナル駅として位置付けられており、それに、2030年代半ばをめどに東京メトロ南北線も接続するため、「品川駅の優れた立地と将来性」がある。
2022年3月18日に、国家戦略特別区域会議の下に設置された東京都の都市再生分科会が開催され、都市計画の素案の概要が内閣府のホームページに掲載された。2022年10月28日に内閣総理大臣より「東京圏の国家戦略特別区域に係る区域計画における国家戦略都市計画建築物等整備事業」として認定を受け、2022年11月9日に東京都からこの地区の計画を変更する都市計画が告示された。
立体道路制度を利用し国道15号を覆う人口地盤を作り、バスターミナルを再編した交通結節点を作る品川西口基盤整備事業がバスタ新宿をモデルにした「バスタプロジェクト」の一環として行われる。
そして、2023年6月1日付で、「品川駅西口土地区画整理事業」が国土交通大臣より事業計画の認可を受けた。これによって、品川駅北周辺地区・品川駅街区地区に続き、「品川駅西口エリアのまちづくり」が始動することになる。
2024年2月20日付で、この品川駅西口地区のうち、C地区の再開発を担う『高輪三丁目品川駅前地区市街地再開発組合』が設立された。また、2024年3月22日付で京急電鉄の取締役会において、A地区の開発計画の事業化を決定した。また、新たに共同事業者であるトヨタ自動車とは、この土地の持ち分の一部をトヨタに譲渡した上で、この品川駅西口地区のまちづくりの推進のため、共同でこの建物を建設し、運営を行うことに関する契約を締結した。
2025年5月23日には、A地区での起工式が行われ、5月31日に正式に着工した。
2025年6月6日には、B-1地区の開発計画について、都市計画手続きが開始されることが、西武ホールディングスから発表された。
今後は、この度の都市計画変更の決定で、「品川駅西口地区まちづくり指針（高輪三丁目地区）」などに基づいて、この地区にあるMICE、宿泊機能の集積を生かしながら、「高度利用を目指した建物計画」の検討を本格的に進めると共に、「段階的に業務、商業、居住等を導入した建築物」に関連したこの地区の整備計画の策定を目指す。

## 特徴と課題
2023年現在の品川駅西口地区はグランドプリンスホテル新高輪や商業施設に加え、江戸時代から存在する緑地、国民生活センターなどが集積しているおよそ15ヘクタールの地区となっているが、国道15号（第一京浜）が品川駅との間を横切るほか、高低差もあり、それぞれの施設の敷地が区切られている。